# Bernard de Nogaret
Pour les articles homonymes, voir Bernard de Nogaret de La Valette.
Bernard de Nogaret de La Valette (1553-1592) est un gentilhomme et un militaire français de la Renaissance.

## Histoire
Fils aîné de Jean de Nogaret de La Valette, et de Jeanne de Saint-Lary de Bellegarde sœur de Roger Ier, il est le frère de Jean-Louis de Nogaret de La Valette, favori d'Henri III qui le fera duc d'Épernon. 
Il épouse Jeanne de Batarnay, fille de René de Batarnay et Isabeau de Savoie. Jeanne de Batarnay, parfois appelée Anne de Batarnay, est la tante d'Anne de Joyeuse.
Amiral de France, seigneur de La Valette, il fut reçu dans l'ordre des chevaliers du Saint-Esprit le 31 décembre 1583.
Gouverneur du marquisat de Saluces, il participe aux guerres de religion, commande les armées royales dans le Dauphiné en 1585; puis en 1592 en Provence, il repousse les efforts de la Ligue espagnole et du duc de Savoie, défait les Suisses en Dauphiné (au secours des princes) et les force à rentrer chez eux au cours de la bataille de Jarrie en août 1587. 
Il meurt au siège de Roquebrune le 12 février 1592 frappé d'une balle à la tête.

## Iconographie

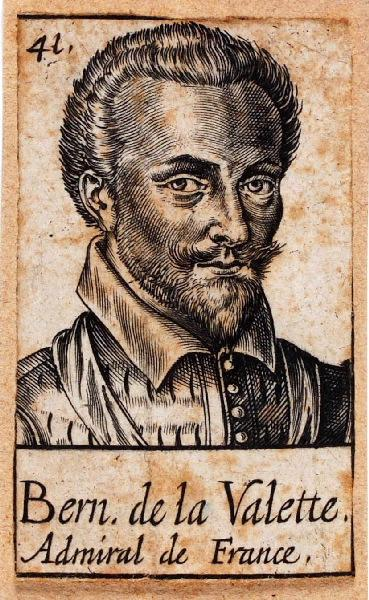
Bernard de Nogaret de La Valette, estampe gravée par Léonard Gaultier, Pourtraictz de plusieurs hommes illustres qui ont flory en France depuis l'an 1500 jusques à présent.

Il figure en armure damasquinée et portant le ruban bleu de l'ordre du Saint-Esprit dans son portrait par Pierre Dumonstier vers 1584 (dessin à la pierre noire, sanguine et aquarelle) passé en vente publique à Paris le 7 décembre 2015 ;
Autres portraits au musée du château de Versailles et dans la "galerie des Illustres" du château de Beauregard (Loir-et-Cher).

## Sources
- Honoré de Mauroy "Discours de la vie et faits héroïques de Monsieur de La Valette, admiral de France, gouverneur & lieutenant général pour le Roy en Provence ; & de ce qui s’est passé dans ledit pays durant qu’il y a commandé. Comme aussi ce qui avoit esté par luy faict auparavant en Piedmond, & Dauphiné, cependant que ledict seigneur a eu la charge & gouvernement desdittes provinces, sous les règnes des deux rois Henry III & Henry IIII", Metz, 1624